# Köhler-Osbahr-Stiftung
Die Köhler-Osbahr-Stiftung zur Förderung von Kunst und Wissenschaft wurde 1986 von dem Politiker und Stahlmanager Herbert W. Köhler und seiner Frau Ingeborg Köhler-Osbahr ins Leben gerufen. Sie unterstützt eine vielfältige Förderung der Musikkultur in der Stadt Duisburg insbesondere durch einen Musikpreis, ferner den Erhalt und die Erweiterung der umfangreichen Münz- und Antikensammlung des Ehepaars im Kultur- und Stadthistorischen Museum Duisburg sowie die Förderung rechts- und staatswissenschaftlicher Arbeiten zu einer Verfassungslehre der Wirtschaft.
Sie ist eine Stiftung privaten Rechts mit Sitz in Düsseldorf. Das Stiftungsvermögen liegt derzeit bei ca. 6,2 Millionen Euro.
Unterstützt wird sie durch den 2014 gegründeten Förderkreis der Köhler-Osbahr-Stiftung e. V. mit Sitz in Duisburg.

## Musik- und Kulturförderung
Zu Lebzeiten verband Ingeborg und Herbert Wilhelm Köhler-Osbahr die Leidenschaft für klassische Musik. Besonders die 2. und 3. Sinfonie von Gustav Mahler zählte zu ihren Lieblingsstücken, sodass in der Stiftungssatzung explizit darauf hingewiesen wird, dieses Werk etwa alle zehn Jahre in Duisburg aufzuführen. Zum anderen soll durch die Stiftung die Musikkultur in Duisburg gefördert werden, die mit den alleinigen Mitteln des städtischen Haushalts nicht möglich wäre. Dazu zählt unter anderem die Verpflichtung von Spitzenkräften für Opern und Konzerte, Unterstützung bei besonderen Aufführungen und Ausstattungen, als auch die Durchführung von musikalischen Wettbewerben.
Um die Leistungen der Musiker zu Ehren und die Musikkultur in Duisburg zu fördern, wird seit 1990 jährlich der Musikpreis der Stadt Duisburg verliehen. Der Preis ist mit 15.000 Euro dotiert. Zu den möglichen Preisträgern können gehören:
- Komponisten: Dabei kann es sich um bereits anerkannte Komponisten handeln, aber auch um junge Komponisten, bei denen der Preis gleichzeitig mit einer Förderung verbunden ist.
- Regisseure, Bühnenbildner oder Kostümbildner, die sich durch eine exemplarische Einstudierung einer Musiktheater- oder Musikfilmproduktion ausgezeichnet haben.
- Schriftsteller, die ein bedeutendes Werk der Musikliteratur (Biographie, musikwissenschaftliche Untersuchung, Libretto u. ä.) verfasst haben.
- Interpreten (Solisten und Ensembles), deren Leistungen anerkannt oder deren Entwicklung durch den Preis gefördert werden sollen.[2]

Damit aber auch der Nachwuchs gefördert wird gibt es seit 1994 den Förderpreis für Junge Musiker und seit 1999 den Musikpädagogikpreis der Stadt Duisburg. Neben dem personenbezogenen Preis werden seit 2006 auch musikpädagogische Projekte für Kinder- und Jugendliche gefördert, die dabei helfen sollen ihre Persönlichkeit und Talente zu entwickeln.

## Die Sammlung Köhler-Osbahr
Das Stifterehepaar hatte zudem ein großes Interesse an der Kunst- und Kulturgeschichte. Durch die Sammelleidenschaft für antike, ethnologische und kuriose Kunst- und Gebrauchsgegenstände, sowie Taschenuhren, Schmuck und Münzen kamen zahlreiche Objekte aus aller Welt zusammen. Sammlerstücke aller Hochkulturen von ca. 3000 v. Chr. bis in die Neuzeit sind darin vertreten. Schwerpunkt ist vor allem Asien, Mittel- und Südamerika und das antike Europa. 1990 wurde die Sammlung Köhler-Osbahr als Dauerleihgabe dem Kultur- und Stadthistorischen Museum Duisburg übergeben und ihr Erhalt durch die Stiftung gesichert. Sie ist damit die erste öffentliche Ausstellung privaten Rechts.
Einen Großteil macht davon die Sammlung der ca. 70.000 Münzen und vormünzlichen Zahlungsmittel aus. Neben Geldstücken aus verschiedenen Epochen und Ländern befinden sich darunter auch einige exotische Devisen wie chinesisches Teeblockgeld, siamesische Porzellantoken oder das etwas unhandliche afrikanische Eisengeld in Form von Messern, Hacken und Schildern. Die Sammlung wird von einem dafür zuständigen Numismatiker wissenschaftlich betreut. In Zusammenarbeit mit der Universität Duisburg-Essen Fachbereich Geschichte können die Studenten die Zahlungsmittel im Original ansehen und untersuchen.
Die über 200 Schmuckstücke sind vorwiegend Ingeborg Köhler-Osbahr zu verdanken. Neben persönlichem Schmuck der Stifterin sind verschiedene außergewöhnliche Schmuckstücke in der Kollektion. Sie zeigen Beispiele alter und moderner Schmuckgestaltung aus verschiedenen Teilen der Erde. Besonderheiten sind algerischer Berberschmuck, Silberschmuck aus Turkmenistan, Indien und Südostasien, sowie europäische Gemmen aus dem 18. bis zum 20. Jahrhundert. Hinzu kommt eine Sammlung diverser Orden und Taschenuhren.
Besonders die griechisch-römische Antike hat es den Eheleuten angetan. Davon zeugen die zahlreichen Statuen, Vasen und Schalen in der Sammlung. Bei den vielen Zier- und Gebrauchsgegenständen findet sich jedoch auch eine große Auswahl an Objekten anderer antiker Hochkulturen. Sie decken einen Zeitraum von ca. 3000 Jahre vor unserer Zeitrechnung bis in die Neuzeit ab. Die ältesten sind aus Mesopotamien, Anatolien und Ägypten. Jüngeren Datums sind Kunstgegenstände aus dem Byzantinischen Reich, Ostasien und dem alten Süd- und Mittelamerika.
Durch Zukäufe der Stiftung und durch Spenden und Schenkungen der Duisburger Bürger wird der Bestand immer wieder erweitert. Auf Sonderausstellungen, auch international, finden immer wieder Teile der Sammlung einen Platz. Zur Sammlung Köhler-Osbahr wurden mehrere Publikationen veröffentlicht, die thematisch auf die verschiedenen Objekte eingehen.

## Wissenschaft und Forschung
Als dritten Schwerpunkt erfüllt die Stiftung den Zweck rechts- und staatswissenschaftliche Arbeiten für eine Verfassungslehre der Wirtschaft zu fördern. Antragsberechtigt sind die 40 juristischen Fakultäten an deutschen Universitäten. Unterstützt wird unter anderem die Mitfinanzierung eines zeitlich begrenzten Lehrauftrages, Dissertationen und andere für eine Veröffentlichung geeignete Werke, sowie ein Autor, der in etwa alle zehn Jahre die Entwicklung der Gesetzgebung, Rechtsprechung und Wissenschaft dokumentiert.
Der promovierte Jurist Herbert W. Köhler hat die deutsche Stahlpolitik wesentlich geprägt und galt als strikter Verteidiger der liberalen Marktwirtschaft und Gegner des Dirigismus. Er war einer der Gründungsväter des Forschungsinstituts für Wirtschaftsverfassung und Wettbewerb e. V. (FIW).  In seiner 1993 erschienenen Schrift setzte er ein Plädoyer für eine Verfassungslehre der Wirtschaft. Sie befasst sich mit seinen Erkenntnissen und Erfahrungen im Umgang mit der Marktwirtschaft und den staatsrechtlichen, ökonomischen und gesellschaftspolitischen Voraussetzungen. Untermauert werden sie durch die Lehren der klassischen Vorreiter der Nationalökonomie wie Adam Smith, Baron de Montesquieu und Alexis de Toqueville, sowie Vertretern aus der Ordnungspolitik wie Walter Eucken, Franz Böhm und Walter Hallstein. Des Weiteren werden Aspekte über die Soziale Marktwirtschaft im Ausnahmezustand und der Notstandsgesetzgebung anhand von Beispielen in der Stahlkrise besprochen.
Durch die Stiftung soll die wissenschaftliche Arbeit Köhlers fortgesetzt und die Forschung auf dem Gebiet der Wirtschaftsverfassung, Wettbewerbsordnung und des Wettbewerbsrechts gefördert werden.

## Sonstiges
Die Grabstätte der Stiftungsgründer befindet sich auf dem Waldfriedhof Duisburg.